# Tomball
Tomball é uma cidade localizada no estado norte-americano do Texas, no Condado de Harris e Condado de Montgomery.

## Demografia
Segundo o censo norte-americano de 2000, a sua população era de 9089 habitantes.
Em 2006, foi estimada uma população de 10.053, um aumento de 964 (10.6%).

## Geografia
De acordo com o United States Census Bureau tem uma área de 26,3 km², dos quais 26,3 km² cobertos por terra e 0,0 km² cobertos por água. Tomball localiza-se a aproximadamente 57 m acima do nível do mar.

## Localidades na vizinhança
O diagrama seguinte representa as localidades num raio de 20 km ao redor de Tomball.